# Rimskär
Rimskär är öar i Finland. De ligger i Skärgårdshavet och i kommunen Pargas i den ekonomiska regionen  Åboland i landskapet Egentliga Finland, i den sydvästra delen av landet. Öarna ligger omkring 58 kilometer sydväst om Åbo och omkring 180 kilometer väster om Helsingfors.
Arean för den av öarna koordinaterna pekar på är 4,2 hektar och dess största längd är 320 meter i sydöst-nordvästlig riktning. Ön höjer sig omkring 10 meter över havsytan.